# Публій Антістій
Публій Антістій (лат. Publius Antistius, прибл. 124 до н. е. — 82 до н. е.) — політичний діяч Римської республіки.

## Життєпис
Походив з плебейського роду Антістіїв. Про молоді роки немає відомостей. У 88 році до н. е. обіймав посаду народного трибуна. Разом з колегою Публієм Сульпіцієм перешкодив спробі Гая Юлія Цезаря Страбона домагатися консульства на підставі того, що останній не раніше не був претором. У цій справі проявив блискуче красномовство і придбав авторитет видатного оратора.
В наступні роки вів багато судових справ. У 86 році до н. е. обирається едилом . У 85 році до н. е. стає головою суду. на цій посаді розглядав позов про стягнення аскулської здобичі з майна Гнея Помпея, сина Помпея Страбона. Вирішив справу на користь Помпея і видав свою доньку за нього заміж.
У 82 році до н. е. запідозрений у співчутті Луції Суллі і убитий Луцієм Юнієм Брутом Дамасіппом за наказом Гая Марія Молодшого в курії Гостілія.

## Родина
Дружина — Кальпурнія, донька Луція Кальпурнія Бестії, консула 111 року до н. е.
Діти:
- Антістія, дружина Гнея Помпея Великого